# 北固礁
26°23′58″N 120°28′34″E / 26.39944°N 120.47611°E
北固礁，舊稱雞礁，是中華民國目前實際控制領土的最北端，為中華民國福建省連江縣東引鄉管轄的礁岩。

## 簡介
北固礁是昔日東引漁民捕魚之處，亦為漁場之一。辛亥革命後由中華民國持續管轄至今。該礁岩曾在戰地政務實驗期間作為陸軍軍事訓練用靶礁。

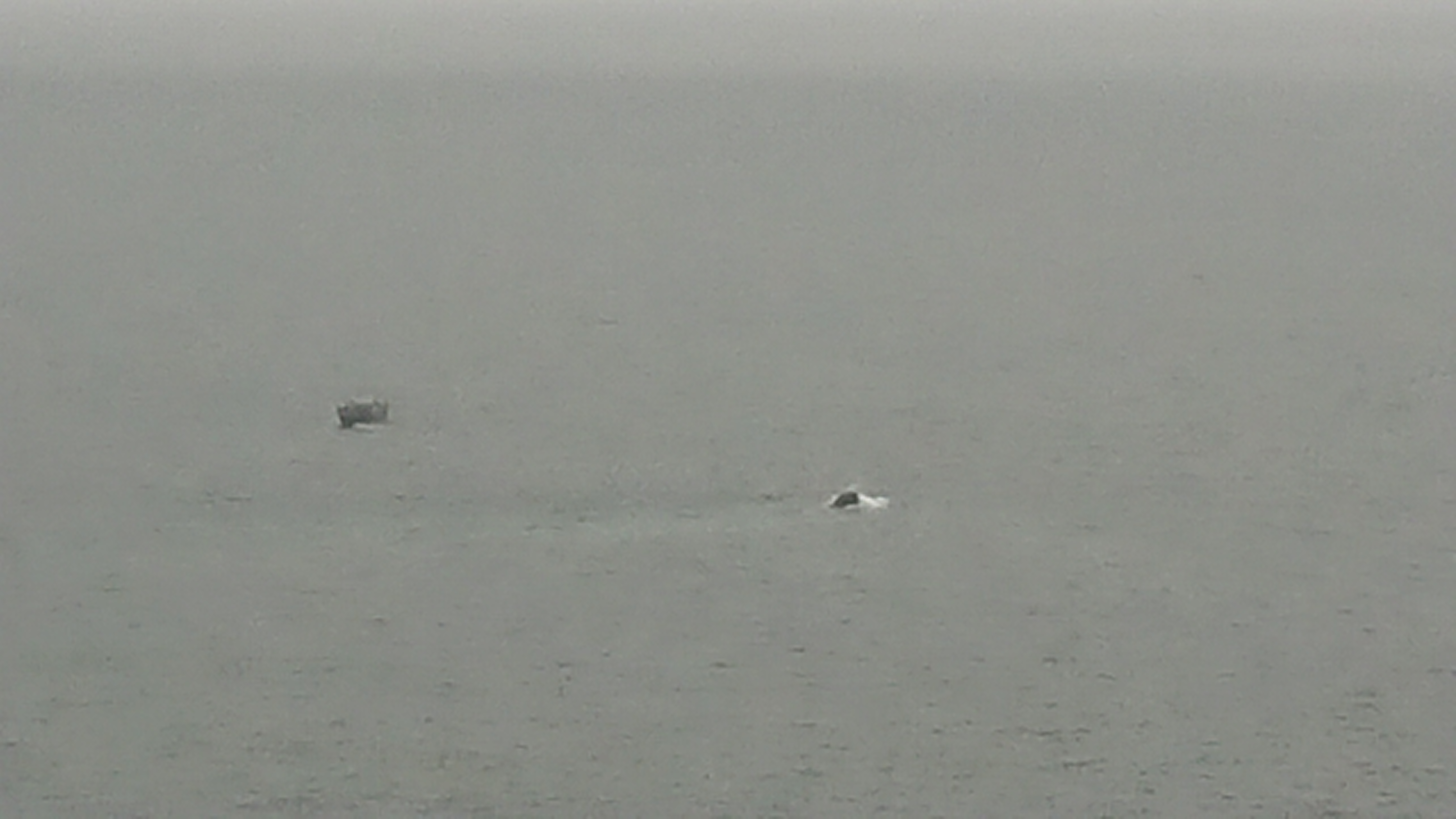
位於西引島北端海面上的北固礁

## 國之北疆
北固礁為中華民國實際管轄領土之極北處，因礁體較小且無法直接到達，故於西引島北端建有「國之北疆」石碑及觀景平台，可由此遙望北固礁。

## 另見
- 蘇布倫號
- 中華民國疆域